# バスケタン
バスケタン（英: Basketane）は、化学式C10H12で表される環式有機化合物の一種。分子構造がバスケットに似ていることから命名された。
1966年、独立して正宗悟と、DaubenおよびWhalenにより合成された。